# Die Tennisspieler
Die Tennisspieler ist ein kurzer Roman von Lars Gustafsson. Er ist das erste Buch aus Gustafssons Amerika-Trilogie.

## Ausgaben
Das Buch erschien erstmals 1977 unter dem schwedischen Originaltitel „Tennisspelarna“ beim Verlag Nordström & Söners in Stockholm. Die deutsche Übersetzung von Verena Reichel kam 1979 im Carl Hanser Verlag heraus; die Taschenbuchausgabe des Fischer Taschenbuch Verlags trägt die ISBN 3-596-15648-3.

## Inhalt
Im Herbst 1974 hat der schwedische Wissenschaftler Lars, offenbar das Alter Ego des Autors selbst, einen Lehrauftrag an der University of Texas at Austin inne, wo er sich hauptsächlich mit der europäischen Philosophie und Literatur des 19. Jahrhunderts befasst. Er ist wohl zum ersten Mal und noch nicht sehr lange im Lande und genießt es, hier eine völlig andere Persönlichkeit zu entwickeln als die, die in Europa bekannt ist. Der größte Unterschied zu seinem früheren Dasein ist die fanatische Sportbegeisterung, die ihn allmorgendlich, nachdem er den beeindruckenden texanischen Sonnenaufgang verfolgt hat, auf den Tennisplatz treibt.

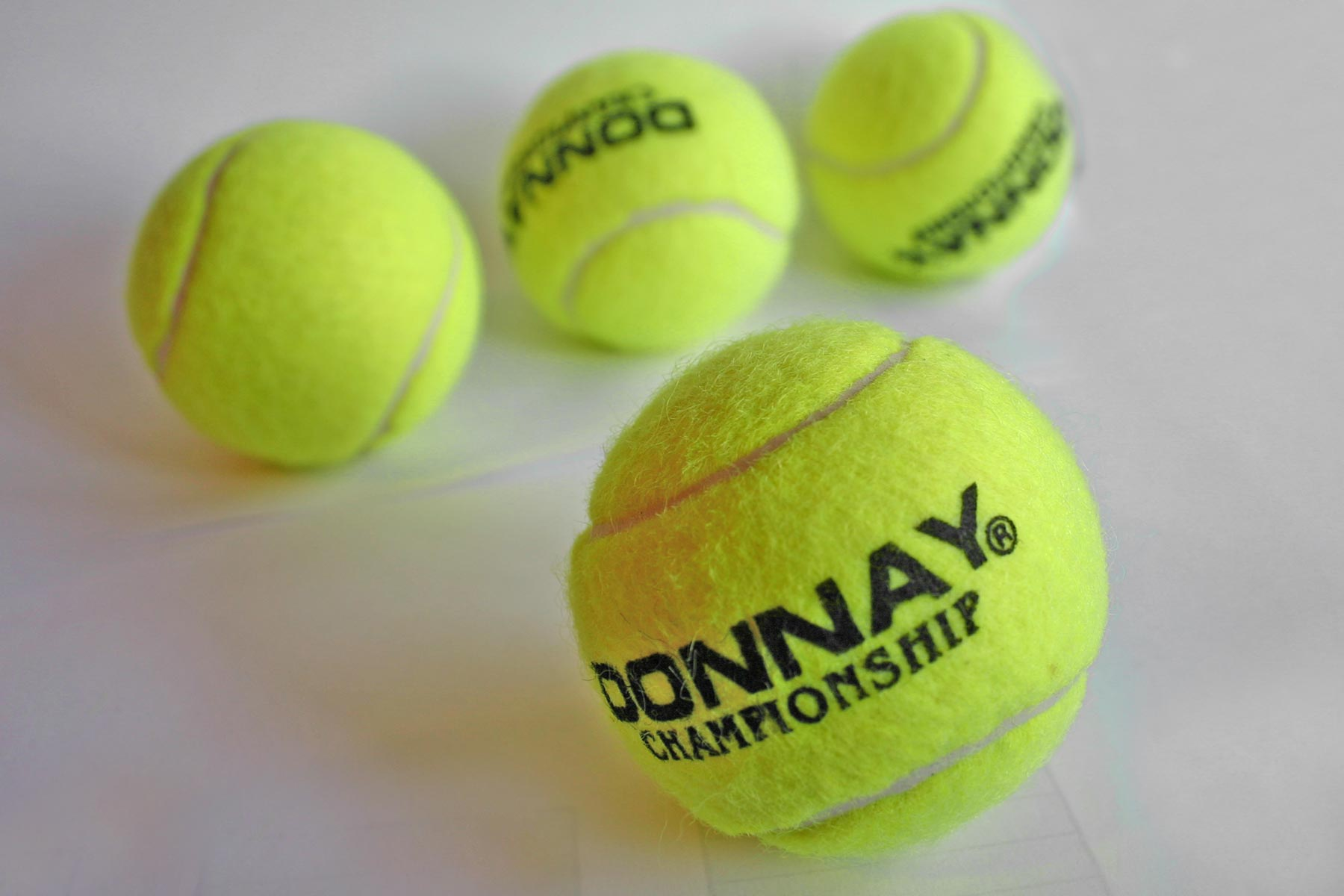
Tennisbälle

Bei diesem morgendlichen Tennistraining finden sich vier Personen, die ansonsten nichts miteinander zu tun haben und wenig voneinander wissen, zusammen. Außer Lars sind es Abel, ein philosophierender Tennisspieler mit Profiqualitäten, dem es aber angeblich mehr Spaß macht, auf unbekannten Plätzen mit unbekannten Menschen zu trainieren, Polly, die auf dem Platz als eher unauffälliges, höchstens erstaunlich zierliches Mädchen auftritt, sich aber später bei einer Feier in der Universität vom hässlichen Entlein zum stolzen Schwan wandelt, und Chris.
Die einschneidendsten oder unmittelbarsten Folgen für Lars hat die Begegnung mit Chris. Abel vermittelt ihm zwar eine Fülle von Tennisweisheiten, die er sorgfältig notiert und später einmal als Buch herausgeben möchte, weil er den Verdacht hat, dass es hier gar nicht um Tennis, sondern um das Leben selbst geht, doch Chris greift schließlich direkt in Lars’ Arbeit an der Universität ein. Als er ihn nämlich eines Tages zu sich nach Hause einlädt, erfährt Lars nicht nur, dass der junge Mann als Patient im Haus einer Psychiaterin lebt, sondern auch, dass er ein Computerspezialist ist, der, sozusagen als Rehabilitationsmaßnahme, einen Teilzeitarbeitsplatz hat – ausgerechnet im Kontrollzentrum von Fort Worth, wo der Luftraum über Texas von Computern überwacht wird, deren Speicher im Normalfall bei weitem nicht ausgelastet ist.
Chris’ Zugriffsmöglichkeit auf diese leistungsfähigen Rechner wird für Lars wichtig, als einer seiner Studenten plötzlich die etablierten Forschungsergebnisse zu Strindbergs Inferno-Krise auf den Kopf zu stellen droht. Er bringt seinem Professor ein Buch, das er in der Universitätsbibliothek gefunden hat. Es trägt den Titel „Mémoires d’ un chimiste“ und stammt von einem polnischen Naturwissenschaftler namens Zygmunt I. Pietziewzskoczsky. Dieser Mann stellt sich als Freund des Strindberg-Bekannten und späteren -Rivalen Stanislaw Przybyszewski vor und erzählt, dass er sich zusammen mit einigen anderen polnischen Anarchisten in dem Pariser Hotel Orfila direkt über Strindberg eingemietet und versucht habe, an das Geheimnis von Strindbergs letztendlich alchimistischen Versuchen zu kommen, indem er mit betäubenden Gasen experimentierte, die in Strindbergs Wohnräume eingeleitet wurden. Wenn dieses Buch ernst zu nehmen ist, gibt es also für die „Mächte“, von denen Strindberg sich verfolgt fühlte, eine ganz einfache und natürliche Erklärung.
Chris schlägt nun vor, um Übereinstimmungen zwischen diesen Memoiren und Strindbergs eigenen Aufzeichnungen festzustellen, den Inhalt beider Bücher in Gödelnummern umzuwandeln und den Computer dann einen Vergleich vornehmen zu lassen. Zu diesem Zweck überlässt ihm Lars das Exemplar der Mémoires – ohne es je zurückzubekommen.
Denn just als Chris den Versuch unternimmt, mittels Datenverarbeitung der Inferno-Krise auf die Spur zu kommen, bricht an der Universität in Austin eine ganz andere Krise aus: Der selbstherrlich agierende Vorstand versucht, wie es offenbar regelmäßig zu geschehen pflegt, den Rektor zum Rücktritt zu zwingen. Rektor Perturber, der sich in seinem Arbeitszimmer verschanzt und dort die Telefonleitung nach Mafiamanier stillgelegt vorfindet, gelingt es jedoch, ein Informationsschreiben zu verbreiten, in dem die Gründe des Vorstandes für den Erpressungsversuch genannt werden: Perturber hat dem Chor und dem Orchester der Universität gestattet, für ein Frühjahrskonzert Richard Wagners Oper Das Rheingold einzustudieren, während der Vorstand auf Giuseppe Verdis Aida bestand – und zwar mit lebenden Elefanten in der Triumphszene. Der Vorstand hat dies als antirepublikanische Aktion ausgelegt, da die deutschsprachige Bevölkerung in Travis County eine demokratische Tradition habe und außerdem der Elefant das Symbol der Republikaner sei – denen die Vorstandsmitglieder zugehören. Perturber hingegen legt den Wunsch des Vorstandes nach der Programmänderung seinerseits als Versuch der politischen Einflussnahme in der entgegengesetzten Richtung aus. Als dies bekannt wird, kommt es zu empörten Demonstrationen der Studenten. Die Spruchbänder tragen Texte wie „FÜR AKADEMISCHE FREIHEIT, WAGNER UND DEN SOZIALISMUS“, „LONG LIVE VERDI: FUCK UGLY COMMUNISM“ oder „MORE ELEPHANTS ON CAMPUS: FUCK PERTURBER“. Der Europäer Lars kommentiert trocken: Ich begriff, dass dies ein historischer Moment war.
Doch das Problem wird keineswegs durch eine politische Auseinandersetzung gelöst. Die Tageszeitung vom nächsten Morgen widmet den Demonstrationen kaum ein Wort und bietet ganz andere Schlagzeilen: Die beiden treibenden Kräfte der Aktion gegen Perturber haben sich in der Nacht einer Entweihung einer Sportstätte der Universität schuldig gemacht – und dies ist ein so schwerwiegendes Vergehen, dass damit automatisch Rektor Perturber und die Rheingold-Aufführung gerettet sind. Der europäische Professor erkennt aber endlich:
Ihr Texaner […] seid ein interessanteres Volk als ein Europäer sich das zunächst einmal vorstellen kann. Die australische Urbevölkerung und die arabischen Wüstenstämme sehen anders aus. Ihr seht aus wie wir, zieht euch an wie wir, aber eigentlich seid ihr ein sehr fremdes, faszinierendes Volk.

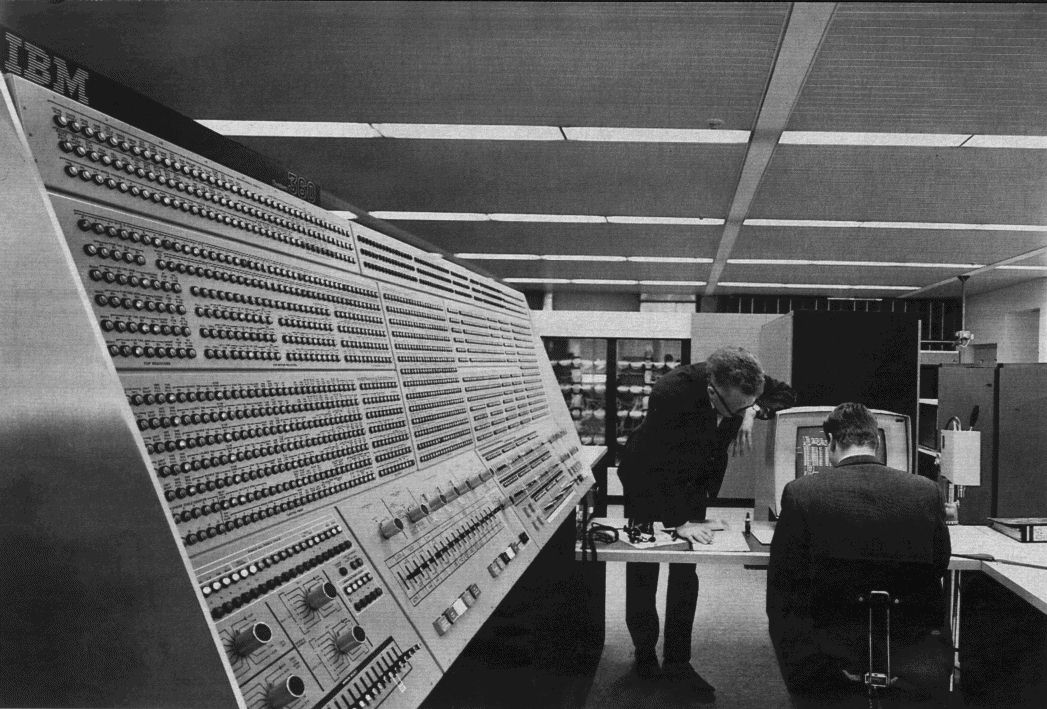
Computer aus den späten 1960er Jahren

Doch die Zeitung vom 13. Dezember meldet noch etwas Anderes, das Lars betrifft: Chris’ Versuche, die Entsprechungen der beiden Bücher zu entschlüsseln, haben die Computer der Luftabwehr lahmgelegt. Dies ist allerdings nicht der Grund, weshalb Chris seine Arbeit in Fort Worth mit sofortiger Wirkung verliert. Doch die Tatsache, dass er auf einem Pressefoto mit einem Transparent abgebildet ist, das den Text „GEBT UNS AUCH DIE GÖTTERDÄMMERUNG“ trägt, veranlasst die Behörden, sich mit seiner Biographie zu beschäftigen. Dabei stoßen sie auf seine SDS-Vergangenheit und entfernen ihn unverzüglich von seinem Posten. Das Buch des polnischen Chemikers, offenbar das einzige noch existente Exemplar, ist damit verloren, der Student Bill, der es einst im Turm der Universität gefunden hat, hat sich umorientiert und ein Wirtschaftsstudium in Harvard begonnen, Lars kann die offen gebliebenen Fragen nicht klären und der Computer bleibt allein mit dem Problem unter dem Erdboden der texanischen Wüste zurück. Dieser Gedanke verursacht Lars manchmal einen Anflug von schlechtem Gewissen.

## Die Amerika-Trilogie
Die Tennisspieler ist das erste von drei Büchern, die auf Gustafssons langjährige Lehrtätigkeit an der University of Texas at Austin Bezug nehmen, und stammt im Gegensatz zu den Romanen Windy erzählt und Der Dekan aus der Anfangszeit dieser Lebensphase. Der Kontrast zwischen Europa und Amerika, speziell auch zwischen Skandinavien und der texanischen Wüste sowie zwischen den Mentalitäten der Einwohner, steht sehr viel stärker im Vordergrund als in den späteren Büchern.
Während die Hauptperson der Tennisspieler noch den Vornamen Lars trägt und auch sonst in vielerlei Hinsicht ein Selbstporträt des Autors zu sein scheint, wird „der Professor“ in Windy erzählt nie mit Namen angesprochen und kommt dort auch nie selbst zu Wort. Über seine Person wird man nur indirekt durch die Äußerungen der Friseurin informiert; das Wenige indes, das hierbei zu Tage kommt, stimmt wiederum mit Gustafssons eigener Lebenssituation zur Zeit der Romanentstehung überein: „Der Professor“ lehrt an der University of Austin und ist inzwischen ein älterer Mann. Windy erzählt nimmt Motive, die in Die Tennisspieler vorkommen, wieder auf, so z. B. den Amoklauf des Studenten Charles Joseph Whitman, der vom Turm der Universität aus zahlreiche Menschen erschoss, hat aber andererseits deutliche thematische Parallelen auch mit dem letzten Teil der Trilogie.
So wiederholen sich etwa die Themen der Nekyia, des Schamanismus und ganz allgemein des Unheimlichen und Unerklärbaren, die in Windy erzählt im Vordergrund stehen, in dem Roman Der Dekan. Figuren, die in Windy erzählt eingeführt werden, treten auch in Der Dekan wieder auf, allen voran natürlich der Dekan Paul Chapman selbst. Dagegen trägt der Erzähler, Spencer C. Spencer, im Dekan längst nicht mehr so eindeutige Züge der Person des Autors selbst wie in Die Tennisspieler und Windy erzählt.
Die Tennisspieler vermittelt viel unmittelbarer den Eindruck, den der Schwede Gustafsson von seinem Gastland Amerika bekam, als die beiden späteren Bücher über seine Lebensphase in Austin. Die grotesken Züge, die die Auseinandersetzung um die Leitung der Universität annimmt, wiederholen sich jedoch teilweise wieder in dem späteren Roman Der Dekan. Auch Gustafssons Technik, Probleme der europäischen Geistesgeschichte in die Handlung eines Romans zu integrieren, wird hier wieder aufgegriffen; nach der Inferno-Krise in Die Tennisspieler sind es in Der Dekan eine Vielzahl von Verweisen auf Texte über unfassbare Mächte und speziell über das Böse. In der Weltwoche wurde Die Tennisspieler als „texanisches Capriccio“ bezeichnet.

## Komposition und Motive

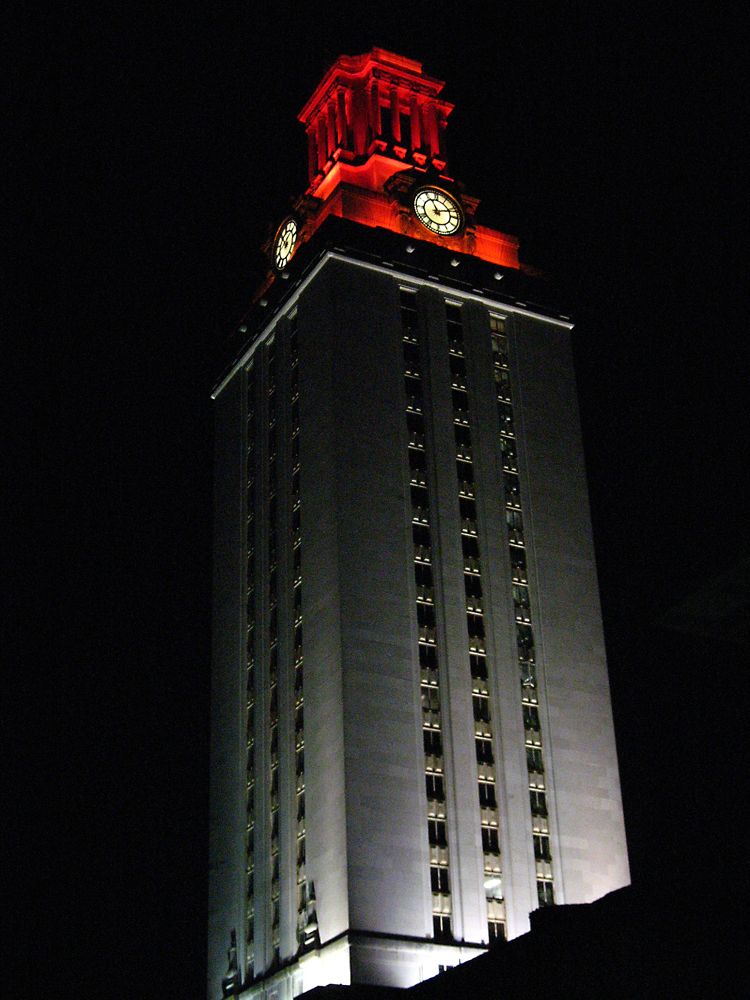
Der angestrahlte Turm

Das Buch Die Tennisspieler ist in sieben Kapitel gegliedert. Als Leitmotiv findet sich vom ersten bis zum letzten Kapitel die Wagner-Thematik, insbesondere das Motiv der Götterdämmerung, also der Entthronisierung institutionalisierter Mächte. Auch die geistige Distanz zwischen Europäern und US-Amerikanern, die Lars angeblich erst anhand des Skandals im Stadion aufgeht, ist ein immer wiederkehrendes Motiv, und schon im ersten Kapitel liest man:
Man muss achtgeben, wenn man amerikanischen Studenten etwas über Nietzsche erzählt. Sonst kann es einem leicht passieren, daß man ihnen beibringt, Friedrich Nietzsche sei ein Deutscher mit einem großen Schnurrbart gewesen, der die Hilfspolizei erfand.
Mit diesem Motiv der Fremde und des Andersseins ist das Sportmotiv verknüpft. Lars verändert nicht nur seine Persönlichkeit gegenüber dem, was er von sich selbst in Europa gewöhnt ist, indem er regelrecht tennissüchtig wird, und versucht nicht nur in Abels Aussagen über das Tennisspiel Leitlinien für das ganze menschliche Leben zu finden. Er philosophiert auch über die Hintergründe und die Zukunft des Frisbeespiels und über die Sportbegeisterung der Amerikaner allgemein, die bis hin zu einer Art Götzendienst geht und schließlich ja auch für die Vorstandsmitglieder verhängnisvoll wird. Schon im zweiten Kapitel liest man:
Mit der Faszination der Studenten hatte es eine andere Bewandtnis. Und das gehörte zu den Dingen, die dazu beitrugen, sie mir ein wenig fremd erscheinen zu lassen.
Immer wenn die Footballmannschaft Texas Longhorns ein Spiel gewonnen hatte, wurde die Turmspitze mit starken roten Scheinwerfern angestrahlt, was sie zweifellos wie ein enorm erigiertes männliches Glied aussehen ließ, einen ekstatischen Phallus...